# Савевский, Тони
То́ни Саве́вский (макед. Тони Савевски; родился 14 июня 1963 в Битоле) — югославский и македонский футболист, выступавший на позиции полузащитника. Один из самых известных игроков Греческой Суперлиги. Защищал цвета сборных Югославии и Македонии.

## Карьера игрока

### Клубная
Воспитанник школы клуба «Пелистер». В 1980 году перешёл в «Вардар», где выступал до 1988 года. В том же году подписал контракт с АЕК, в котором выступал все оставшиеся годы. За 13 сезонов сыграл 410 матчей, четырежды выиграл чемпионат страны (1989, 1992, 1993 и 1994) и трижды выиграл Кубок Греции (1996, 1997 и 2000). Карьеру завершил в 2001 году.

### В сборной
В сборной Югославии сыграл всего два матча, но также сыграл одну игру и на Олимпиаде в Сеуле. В сборной Македонии провёл 9 игр.

## После карьеры игрока
В 2001 году окончил тренерские курсы и прошёл стажировку в АЕК, позднее тренировал киприотские клубы «Аполлон» и «Омония», с последним выиграл чемпионат страны и Суперкубок. С 2003 по 2011 возглавлял молодёжный состав АЕК, работал скаутом.
C 2012 года снова встал во главе «Омонии».

## Достижения

### Игрок
«Вардар»
- Чемпион Югославии: 1986/87

АЕК
- Чемпион Греции (4): 1988/89, 1991/92, 1992/93, 1993/94
- Обладатель Кубка Греции (3): 1995/96, 1996/97, 1999/00
- Обладатель Суперкубка Греции (2): 1988/89, 1995/96
- Обладатель кубка Лиги: 1989/90
- Обладатель Кубка Средиземноморских игр: 1991

### Тренер
«Омония»
- Чемпион Кипра: 2002/03
- Обладатель Суперкубка Кипра: 2002/03

## Статистика
| Сезон   | Клуб   | Страна    | Лига         | Игры | Голы |
| ------- | ------ | --------- | ------------ | ---- | ---- |
| 1980—81 | Вардар | Югославия | Первая Лига  | 19   | 0    |
| 1981—82 | Вардар | Югославия | Первая Лига  | 20   | 1    |
| 1982—83 | Вардар | Югославия | Первая Лига  | 13   | 0    |
| 1983—84 | Вардар | Югославия | Первая Лига  | 29   | 2    |
| 1984—85 | Вардар | Югославия | Первая Лига  | 30   | 0    |
| 1985—86 | Вардар | Югославия | Первая Лига  | 30   | 0    |
| 1986—87 | Вардар | Югославия | Первая Лига  | 33   | 1    |
| 1987—88 | Вардар | Югославия | Первая Лига  | 27   | 3    |
| 1988—89 | Вардар | Югославия | Первая Лига  | 13   | 4    |
| 1988—89 | АЕК    | Греция    | Альфа Этники | 17   | 6    |
| 1989—90 | АЕК    | Греция    | Альфа Этники | 34   | 5    |
| 1990—91 | АЕК    | Греция    | Альфа Этники | 34   | 7    |
| 1991—92 | АЕК    | Греция    | Альфа Этники | 29   | 3    |
| 1992—93 | АЕК    | Греция    | Альфа Этники | 33   | 4    |
| 1993—94 | АЕК    | Греция    | Альфа Этники | 31   | 4    |
| 1994—95 | АЕК    | Греция    | Альфа Этники | 23   | 3    |
| 1995—96 | АЕК    | Греция    | Альфа Этники | 31   | 2    |
| 1996—97 | АЕК    | Греция    | Альфа Этники | 33   | 4    |
| 1997—98 | АЕК    | Греция    | Альфа Этники | 32   | 5    |
| 1998—99 | АЕК    | Греция    | Альфа Этники | 25   | 7    |
| 1999—00 | АЕК    | Греция    | Альфа Этники | 31   | 2    |
| 2000—01 | АЕК    | Греция    | Альфа Этники | 3    | 0    |
|         | Всего: | Всего:    | Всего:       | 537  | 62   |